# تاریخ‌نگاری رومی
تاریخ‌نگاری رومی (انگلیسی: Roman historiography) حداقل به قرن سوم قبل از میلاد بازمی‌گردد و مدیون تاریخ‌نگاری هلنی قبلی بود. رومی‌ها در ادبیات یونان باستان) مانند آثار هرودوت (حدود ۴۸۴–۴۲۵ قبل از میلاد و توسیدید حدود ۳۹۵ قبل از میلاد- ۴۶۰) به الگوهای قبلی تکیه می‌کردند. با این حال، اشکال تاریخ‌نگاری روم باستان با همتایان یونانی خود متفاوت است و اغلب بر نگرانی‌های رومی تأکید دارند. سبک تاریخ رومی بر اساس روشی بود که سالنامه‌های پونتیفکس ماکسیموس یا آنالس ماکسیمی ثبت می‌شد. آنالس ماکسیمی شامل مجموعه گسترده‌ای از اطلاعات، از جمله اسناد مذهبی، نام کنسول‌ها، مرگ کاهنان، و بلایای مختلف در طول تاریخ است. همچنین بخشی از آنالس ماکسیمی، الواح سفید یا «جداول آلباتا» هستند که حاوی اطلاعاتی در مورد منشأ جمهوری روم است.